# بسيمة الحقاوي
بسيمة الحقاوي (5 أكتوبر 1960 بالدار البيضاء) سياسية مغربية عضو بالأمانة العامة لحزب العدالة والتنمية، شغلت منصب وزيرة التضامن والتنمية الاجتماعية والمساواة والأسرة ما بين 2012 و2019. تعدّ بسيمة قيادية ٌبارزة في العمل النسائي والاجتماعي والسياسي.

## نشأتها
ارتدت الحجاب في عام 1982، حينما كانت في الجامعة، وحصلت على الإجازة في علم النفس سنة 1984 ودبلوم الدراسات المعمقة تخصص علم النفس الاجتماعي سنة 1990 ودبلوم الدراسات العليا في نفس التخصص سنة 1996، وبعدها انتقلت إلى التعليم كأستاذة لمادة علوم التربية الإسلامية بمركز تكوين المعلمين بالدار البيضاء. تحضر حاليا دكتوراه الدولة في علم نفس الشغل.
هي محيطةٌ بموضوعِ أطفال الشوارع، وأطروحتها في علم النفس الاجتماعي أنجزتها حولَ الأطفالِ المتسولين، واستغرقت منها ستَّ سنوات من العمل، نزلت خلالها إلى الميدان لمتابعتهم.

## مسيرتها السياسية
انضمت سنة 1982 وهي طالبة بجامعة محمد الخامس إلى جمعية الجماعة الإسلامية أثناء تأسيسها من قبل المنسحبين من حركة الشبيبة الإسلامية لعبد الكريم مطيع، ونشأت الحقاوي داخل الجمعية، التي تحولت بعد ذلك إلى حركة الإصلاح والتجديد، ثم إلى حركة التوحيد والإصلاح بعد توحدها مع رابطة المستقبل الإسلامي.
انضمت سنة 1996 إلى حزب العدالة والتنمية، وانتخبت بسيمة الحقاوي أول امرأة في الأمانة العامة لحزب العدالة والتنمية في سنة 1999. كما هي عضو بعدة هيئات ومنظمات دولية، منها الاتحاد النسائي الإسلامي العالمي حيث تشغل بتسيير فرع شمال إفريقيا، والمنتدى العالمي لبرلمانيي الدول الإسلامية، وعضو المجلس التنسيقي للفضاء المغاربي. هي عضو ورئيسة المجلس في المكتب التنفيذي لمنظمة تجديد الوعي النسائي

### البرلمان
انتخبت الحقاوي بمجلس النواب خلال الاستحقاقات التشريعية لسنوات 2002 و 2007 و 2011، كما شغلت منصب رئيسة لجنة القطاعات الاجتماعية بالمجلس سنتي 2006-2007 و 2008-2009. تقلدت منصب أمينة المجلس برسم سنة 2009-2010، إلى جانب كونها عضوا باللجنة البرلمانية المشتركة بين المغرب والاتحاد الأوروبي. وتشغل منصب رئيسة منظمة نساء العدالة والتنمية.
خلال الانتخابات التشريعية المغربية 2011 تصدرت بسيمة الحقاوي اللائحة الوطنية لنساء الحزب. ومع تعيينها كوزيرة في حكومة بنكيران أصبحت بسيمة أول وزيرة محجبة في تاريخ الحكومات المغربية.

## انتقادات

### قضية 20 درهم
في بلد ما زال يعرف بشكل حاد، تحديات سوسيو اقتصادية جمّة وإشكالية الفساد الإداري واستغلال السلطة السياسية في الأعمال الاستثمارية، وإشكالية الريع السياسي، وما تخلفه من تأثيرات سلبية على وضعية هشة اجتماعيا واقتصاديا، التي تمس في صميم الاقتصاد العادل، وما يعرفه المغرب من ظواهر اجتماعية مزرية، تتمثل في جيوش من المعطلين وظاهرة قوارب الموت وأطفال الشوارع والهدر المدرسي وغيرها من الأزمات، بسبب إشكالية، ما يصفه البعض بتضييع الحقوق بمصطلح التفقير، في ظل هذه الظروف وخروج حراك الريف واحتجاجات جرادة، خرجت الوزيرة بما يمكن وصفه بلغة الخشب غير الواقعية، أمام التحديات الجمّة، بتصريح في شهر فبراير من سنة 2018 مفاده «أن من يحصل على عشرين درهما ليس بفقير في المغرب، وهو ما يناهز أقل من دولارين إلى حدود تاريخ تصريحاتها»، مما أثار زوبعة من الانتقادات التي أثارتها عبارة «20 درهما كافية للعيش في المغرب»، حيث نشر نشطاء ومنتقدين صورا لفيلتها الفخمة ولأجرتها كوزيرة وكبرلمانية، ولمعاشها من البرلمان والوزارة، ودعوها للتخلي عن راتبها من ميزانية الشعب المغربي والعيش بـ 20 درهما، بدل الخروج بتصريحات قاهرة شبيهة بإقطاعيي العصور الوسطى، خصوصا أمام تردي الأوضاع الإنسانية وتفشي البطالة والتفقير وارتفاع المواد الاستهلاكية وفاتورة الكهرباء والماء وتمرير العديد من القوانين التي تمس بالقدرة الشرائية للمواطن وزعزعة الطبقة المتوسطة التي تعاني من وضعية هشة نحو التفقير وغيرها من الانتقادات. قامت السيدة الوزيرة بتفسير العبارة أنها تقصد المعيار والمؤشر الذي تتخذه المنظمات والمؤسسات الدولية والوطنية وأنها لا تقصد أن المبلغ يكفي الانسان للعيش و هي قريبة من هذه الفئات و بالتي فهي تعي أن المبلغ غير كافي و استنكرت اخراج كلامها عن سياقه و مقصده .

## مؤلفاتها
صدر لها مجموعة من الأبحاث والمنشورات وشاركت في عدة محاضرات وندوات،
- حقوق المرأة بين الأزمة والبديل: قراءة نقدية في مشروع الخطة الوطنية لإدماج المرأة في التنمية - الدار البيضاء منشورات الفرقان، سلسلة «اخترت لكم» 2004.
- «المرأة والتنمية بين الأصالة والتغريب». أشغال اليوم الدراسي حول مشروع الخطة الوطنية لإدماج المرأة في التنمية . الرباط. 1999 .
- «حقوق المرأة وواجباتها في الإسلام» (الجزء الثالث). الرباط. وزارة الأوقاف 1999 .
- الأسرة العربية في وجه التحديات والمتغيرات المعاصرة . مؤتمر الأسرة الأول. بيروت. دار ابن حزم 2003 .
- الفاصل بين «الخطة» ومدونة الأسرة ثورة هادئة في مدونة الأسرة. سلسلة شرفات. منشورات الزمن. الرباط 2004.
- «خلفية مقاربة الجندر وتجليات نهجها في الدول الإسلامية»، وهو بحث للمشاركة في مؤتمر الاتحاد النسائي الإسلامي العالمي باليمن. صنعاء.
- «البحث العلمي بين الجائز والمحظور»، دراسة نقدية لكتاب «المرأة بين الثقافي والقدسي» لزينب معادي.
- «أثر تسول الوالدين على تنشئة أبنائهم الاجتماعية». دراسة ميدانية.بحث لنيل دبلوم الدراسات العليا.
- «التغذية والنمو النفسي للطفل. الطفولة الأولى». بحث لنيل شهادة الإجازة.

## وصلات خارجية
- بسيمة الحقاوي في سمية رسمية